# Adonisea roseitincta
Adonisea roseitincta là một loài bướm đêm trong họ Noctuidae.